# Uma Bharti
Uma Bharti (उमा भारती), née le 3 mai 1959 à Tikamgarh (Madhya Pradesh), est une femme politique indienne. 
Elle est nommée ministre des Ressources en eau, du Développement fluvial et du Rajeunissement du Gange dans le gouvernement Modi I, sous la présidence de Pranab Mukherjee, de 2014 à 2017 puis ministre de l'Eau potable et de l'Assainissement de 2017 à 2019.

## Biographie
Uma Ragini Bharti naît à Dunda, dans le district de Tikamgarh, dans l'état du Madhya Pradesh, le 3 mai 1959. Elle grandit au sein d'une famille de paysans de Lodhi Rajput. Dès le plus jeune âge, elle a manifesté un intérêt considérable pour les textes religieux comme le Bhagavad-Gita, ce qui l'a amenée à être considérée comme une enfant « spirituelle ». Adolescente, elle a commencé à donner des discours religieux, ce qui l'a amenée à entrer en contact avec Vijaya Raje Scindia, qui deviendra plus tard sa mentor politique. Elle se décrit dans sa jeunesse comme « missionnaire religieuse ». 

## Carrière politique

### Débuts
Avec le soutien de Vijaya Raje Scindia, Uma Bharti s'implique dans le BJP de l'état de Madhya Pradesh alors qu'elle avait encore que la vingtaine. En 1984, elle conteste les élections de Lok Sabha pour la première fois, mais perd dans la vague du Congrès qui a suivi l'assassinat d'Indira Gandhi. En 1989, elle remporte dans la circonscription de Khajuraho Lok Sabha et conserve le siège aux élections de 1991, 1996 et 1998. 
Uma Bharti a pris de l'importance nationale quand elle est devenue l'un des principaux piliers du mouvement Ramjanmabhoomi, aux côtés de L. K. Advani et d'autres personnalités politiques. Ses discours ardents sont crédités pour aider le mouvement à atteindre l'élan qu'il doit atteindre. En décembre 1992, elle était l'une des nombreuses personnalités de Sangh Parivar présentes lors d'un rassemblement à Ayodhya qui s'est transformé en une émeute qui a abouti à la démolition de la Mosquée de Babri. Uma Bharti a été inculpée pour incitation à la violence par la Commission Liberhan qui a sondé l'incident. Uma Bharti nie avoir a incité la foule à la violence et dit qu'elle ne le regrette pas, et qu'elle est disposée à prendre une « responsabilité morale » pour le démantèlement. Elle reconnaît que la BJP a tiré des avantages politiques massifs de l'incident. En avril 2017, la Cour suprême de l'Inde a été réintégrée par un complot criminel contre Uma Bharti et d'autres dirigeants du BJP,.
Aux élections de Lok Sabha de 1999, elle a changé de circonscription et a gagné le siège de Bhopal. Elle est devenue membre du cabinet de l'administration Vajpayee et occupe divers portefeuilles au niveau des ministères, soit le Développement des ressources humaines, le Tourisme, la Jeunesse et des Sports, et enfin le Charbon et les Mines.

### Ministre en chef
Uma Bharti a été nommée candidate ministérielle en chef du BJP aux sondages de l'Assemblée de 2003 au Madhya Pradesh. À l'arrière d'une campagne féroce basée sur le développement et aidée par sa réputation en tant qu'énergumène de Hindutva, elle a mené le parti à obtenir la majorité dans trois quarts dans la législature. Elle a même battu son adversaire lors du Congrès du siège de Malehra avec 25 % des suffrages exprimés.